# Collier de terre
Le  collier de terre (ou jarðarmen en vieux norrois) est un objet de la mythologie nordique symbolisant un engagement fraternel (Fóstbrœðralag).

## Sources
Plusieurs mentions de cet objet et de cette cérémonie existent, :
- dans la Saga de Fóstbrœðra, entre Thorgeir et Thormód ;
- dans l'Örvar-Odds saga, entre Örvar-Oddr et Hjalmar ;
- entre Odin et Loki[réf. souhaitée].

## Description du rituel
La Saga de Fóstbrœðra décrit le rituel de la manière suivante : « Il fallait découper trois bandes de terre gazonnée ; leurs extrémités devaient rester fixées en terre, et on les soulevait en forme d'arches afin que l'on pût passer en dessous. »
Un pacte de sang, ou bien en arroser la terre, est aussi requis pour les futurs frères. Une parole rituelle à vertu magique et considérée comme un serment est ensuite prononcée par les deux personnes.